# عشقی (سازنده ساز)
محمد نوایی معروف به عشقی (زادهٔ ۱۲۸۲ - درگذشتهٔ ۳۰ آذر ۱۳۶۶) سازندهٔ ساز سه‌تار اهل ایران بود.

## زندگی‌نامه
عشقی در ۱۲۸۲ در حسن‌آباد تهران از پدری اهل کنگاور زاده شد و پس از درگذشت پدرش در ۱۲ سالگیش، برای تأمین مخارج زندگی خود و خانواده‌اش در کارگاه نجّاری کار می‌کرد و از ۱۳ سالگی ساختن ساز سه‌تار را نزد سه‌تارسازی به نام سیدجلال آغاز کرد. در سال ۱۳۵۰ بنا به دعوت داریوش صفوت با مرکز حفظ و اشاعه موسیقی ایران همکاری کرد. او علاوه‌بر سه‌تار، تار هم می‌ساخت امّا علاقهٔ اصلیش ساخت سه‌تار بود. نوازندگانی همچون احمد عبادی ساز عشقی را بهترین سه‌تار می‌دانسته‌اند.

## ویژگی سازهای عشقی
تحکیم کاسه، تحدب صفحه، و خوش دست بودن از ویژگی‌های سازهای ساختهٔ عشقی است؛ ولی ویژگی بازر آن بالانس صدا دهی در اکتاوهای زیر و بم، خوش صدایی همهٔ سیم‌ها، به‌صورت ابریشمی و مخملی و قابلیت مضراب خوری که در تمام کوک‌ها خوش می‌خواند و دارای دو مشخصهٔ ظاهری یکی به شکل اشک که در گلویی سه‌تار و معمولاً با صدف سفیدکار شده است و کلمهٔ «عشقی» که در بالاترین قسمت کاسه، در کنار سیم گیر (قسمتی که دست هنگام نواختن روی کاسه گذاشته می‌شود) با خطی عامیانه و با مداد حک می‌کرد. البته تمام سازهای عشقی مهر ندارند.

## زندگی شخصی
عشقی در جوانی ازدواج کرد، زندگی مشترک او بیست روز طول کشید و دیگر هرگز ازدواج نکرد.

## درگذشت
عشقی پس از سیل ۱۳۶۶ تجریش در گل‌ولای پیدا شد و پس از انتقال به بیمارستان مدّتی بهبود پیدا کرد و سپس سه ماه بعد درگذشت. او را در بهشت زهرا، قطعهٔ ۱۰۴ ردیف ۶۷ شمارهٔ ۳۸ دفن کردند.

## دربارهٔ عشقی
فرمان مرادی کتابی با عنوان سوز و ساز عشقی دربارهٔ هنر و زندگی محمد نوایی تألیف کرده که توسط نشر تصنیف به چاپ رسیده است.